# Pablo Centurión
Pablo Centurión (1926 –) paraguayi labdarúgókapus.